# میخیلو بولکین
میخیلو بولکین (انگلیسی: Mykhailo Bulkin؛ زادهٔ ۸ فوریهٔ ۱۹۹۱) بازیکن فوتبال اهل اوکراین است.